# Choe Si-hyeong
Choe Si-hyeong (hangul: 최시형; hanja: 崔時亨; rr: Choe Sihyeong; MR: Ch'oe Sihyǒng; 1827-1898), nome de nascimento Choe Gyeong-sang, nasceu em Gyeongju. Seu nome póstumo era Si-hyeong e seu título honorífico era Hae-wol (hangul: 해월; hanja: 海月; rr: Haewol; MR: Haewŏl). Ele foi o segundo líder de Donghak durante a era da Dinastia Joseon e do Império Coreano.
Ele sucedeu Choe Je-u (pseudônimo Su-un) após sua execução pelas autoridades de Joseon em 1864, e foi perseguido pelo governo por 36 anos. Durante este período, compilou e imprimiu as obras de Su-un, e também escreveu suas próprias obras doutrinárias. No início da década de 1890, ele ajudou na petição ao governo para declarar que Su-un era inocente, em caráter póstumo. Isso acabou levando a confrontos armados, principalmente na província de Jeolla, no que é conhecido como a Rebelião Camponesa Donghak de 1894, embora os seguidores de Donghak fossem a minoria entre os rebeldes. Haewol inicialmente se opôs à revolta, mas acabou concordando, talvez porque parecia inevitável. A rebelião, liderada principalmente por Jeon Bongjun, foi suprimida no final daquele ano. No rescaldo da revolta, o Donghak foi dizimado. Haewol, tentou restaurá-lo com algum sucesso, principalmente em outras partes da Coreia, mas foi capturado pelas forças do governo em 1898 e executado. Ele foi sucedido por Son Byong-hi (Uiam, 1861–1922), que se tornou o terceiro líder do Donghak e foi o fundador do Cheondoísmo.

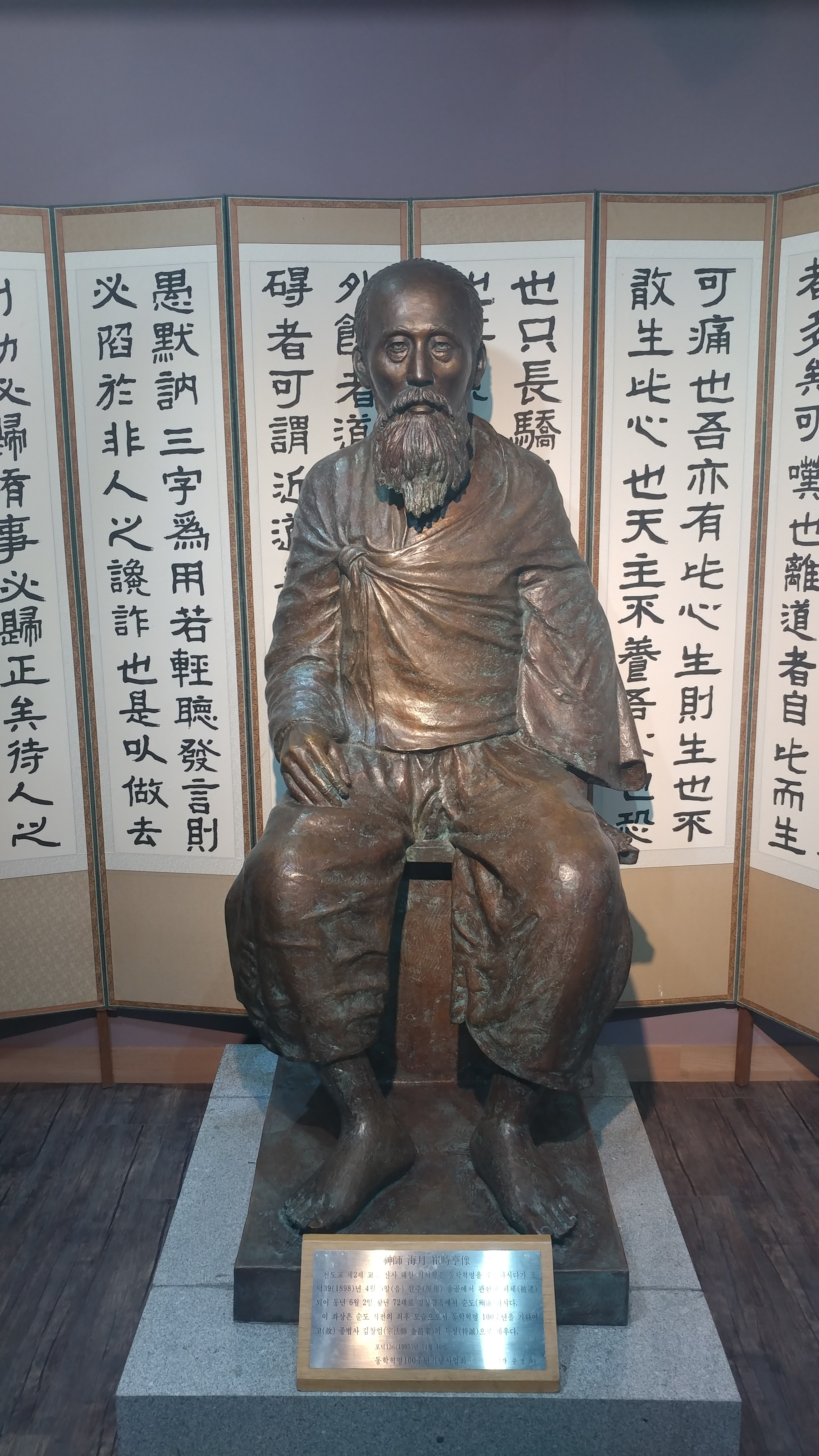
Estátua de Choe Si-hyeong